# Sabrosa
Sabrosa és un municipi portuguès, situat al districte de Vila Real, a la regió del Nord i a la Subregió del Douro. L'any 2001 tenia 7.032 habitants. Es divideix en 15 freguesies. Limita al nord amb Vila Pouca de Aguiar, a l'est amb Alijó, al sud-est amb São João da Pesqueira, al sud amb Tabuaço i Armamar i a l'oest amb Peso da Régua i Vila Real. Fou creat el 1836 per desmembrament de Vila Real.

## Població
| Població del concelho de Sabrosa (1849 – 2004) | Població del concelho de Sabrosa (1849 – 2004) | Població del concelho de Sabrosa (1849 – 2004) | Població del concelho de Sabrosa (1849 – 2004) | Població del concelho de Sabrosa (1849 – 2004) | Població del concelho de Sabrosa (1849 – 2004) | Població del concelho de Sabrosa (1849 – 2004) | Població del concelho de Sabrosa (1849 – 2004) |
| ---------------------------------------------- | ---------------------------------------------- | ---------------------------------------------- | ---------------------------------------------- | ---------------------------------------------- | ---------------------------------------------- | ---------------------------------------------- | ---------------------------------------------- |
| 1849                                           | 1900                                           | 1930                                           | 1960                                           | 1981                                           | 1991                                           | 2001                                           | 2004                                           |
| 5412                                           | 14038                                          | 12576                                          | 12903                                          | 9050                                           | 7478                                           | 7032                                           | 6835                                           |

## Freguesies
- Celeirós
- Covas do Douro
- Gouvães do Douro
- Gouvinhas
- Parada de Pinhão
- Paradela de Guiães
- Paços
- Provesende
- Sabrosa
- São Cristóvão do Douro
- São Lourenço de Ribapinhão
- São Martinho de Antas
- Souto Maior
- Torre do Pinhão
- Vilarinho de São Romão

## Personatges il·lustres
- Fernão de Magalhães